# Molophilus multifidus
Molophilus multifidus är en tvåvingeart som beskrevs av Alexander 1952. Molophilus multifidus ingår i släktet Molophilus och familjen småharkrankar. Inga underarter finns listade i Catalogue of Life.